# Canzun alpina
Canzun alpina è un film del 2008 del regista svizzero Sören Senn.

## Trama
L'insegnante Anna, impiegata nel locale centro di raccolta dei richiedenti asilo, e l'installatore di impianti sanitari Clau aspettano il loro primo figlio. L'arrivo di Fiona, tuttavia, sarà accolto con grande sorpresa nella piccola località dei Grigioni dove i due vivono: la bimba ha infatti la pelle scura, ed è evidente a tutti che Clau non può essere il padre.
Il fatto metterà in moto un concatenarsi di eventi che metterà a soqquadro la comunità, ma porterà infine la coppia a riconciliarsi.